# أوتو بيترسون (لاعب كرة قدم)
أوتو بيترسون (بالسويدية: Isak Pettersson) هو لاعب كرة قدم سويدي في مركز حراسة المرمى، ولد في 6 يونيو 1997 في هالمستاد في السويد. شارك مع منتخب السويد تحت 18 سنة لكرة القدم ومنتخب السويد تحت 19 سنة لكرة القدم ومنتخب السويد تحت 20 سنة لكرة القدم ومنتخب السويد تحت 21 سنة لكرة القدم ومنتخب السويد لكرة القدم. أما مع النوادي، فقد لعب مع نادي تولوز ونادي نورشوبينغ.

## وصلات خارجية
- أوتو بيترسون على موقع اتحاد النرويج (النرويجية)
- أوتو بيترسون على موقع اتحاد السويد (السويدية)
- أوتو بيترسون على موقع قاعدة بيانات كرة القدم.إي يو (الإنجليزية)
- أوتو بيترسون على موقع ليكيب (الفرنسية)
- أوتو بيترسون على موقع ناشيونال فوتبول تيمز (الإنجليزية)
- أوتو بيترسون على موقع Soccerway.com (الإنجليزية)
- أوتو بيترسون على موقع عالم كرة القدم.نت (الإنجليزية)